# Мёленберг, Элой
Элой Мёленберг (нидерл. Eloi Meulenberg; 22 сентября 1912,  Шарлеруа, Бельгия — 26 февраля 1989, Шарлеруа, Бельгия) — бельгийский профессиональный шоссейный велогонщик в 1934 - 1950 годах. Чемпион мира в групповой гонке среди профессионалов (1937). 

## Достижения
1934
1-й — Этап 5 Tour de l'Ouest
1935
1-й Гран-при Фурми
2-й Тур Фландрии
1936
1-й Париж — Брюссель
1-й — Этапы 6 и 18а Тур де Франс
3-й Circuit de Paris
5-й Льеж — Бастонь — Льеж
10-й Флеш Валонь
1937
1-й  Чемпион мира — Групповая гонка (проф.)
1-й Льеж — Бастонь — Льеж
1-й — Этапы 11a, 13b, 14a и 14с Тур де Франс
1-й — Этап 1 Тур Бельгии
1-й Grand Prix de la ville de Vilvorde
1938
1-й — Этапы 4a, 4b и 5e Тур де Франс
10-й Париж — Тур
1943
1-й Схелдепрейс
1945
1-й Тур Лимбурга

## Статистика выступлений

### Гранд-туры
| Гранд-тур      | 1936 | 1937 | 1938 | 1939 |
| -------------- | ---- | ---- | ---- | ---- |
| Джиро д’Италия | —    | —    | —    | —    |
| Тур де Франс   | 36   | НФ   | НФ   | НФ   |

| —  | Не участвовал  |
| НФ | Не финишировал |